# Rhipha flavithorax
Rhipha flavithorax är en fjärilsart som beskrevs av James John Joicey och Talbot 1918. Rhipha flavithorax ingår i släktet Rhipha och familjen björnspinnare. Inga underarter finns listade.